# 荒木博
荒木 博（あらき ひろし、1931年5月30日 - 1985年7月10日）は日本の雑誌編集者。週刊現代・週刊ポスト元編集長。

## 経歴
1931年5月30日、東京に生まれる。東京教育大学文学部を卒業し、講談社に入社する。「婦人倶楽部」の編集を振り出しに、「たのしい三年生」・「日本」・「若い女性」を担当する。1964年に「週刊現代」の編集になり、3年後に編集長となる。「週刊現代」の発行部数をトップクラスに伸したが、編集をめぐって幹部と対立し、退社する。1969年に小学館が新しく発行する「週刊ポスト」の初代編集長にスカウトされる。このライバル誌への移籍は出版界の話題となった。
1985年7月10日、千葉県外房の海岸で入水自殺する。

## 参考
- コトバンクｰ荒木博
- 『『噂の真相』25年戦記』岡留安則（集英社、2005）[要ページ番号]